# Lori Loughlin
Lori Anne Loughlin (ur. 28 lipca 1964 w Queens, w Nowym Jorku) – amerykańska aktorka i producentka telewizyjna. Wystąpiła jako Rebecca Donaldson „Becky” Katsopolis w sitcomie ABC Pełna chata (1988–1995) i sequelu Pełniejsza chata (2016–2018), emitowanym na Netflix. Laureatka Young Artist Award (1987) w kategorii nagroda im. Michaela Landona za rolę Kelly w jednym z odcinków serialu CBS Schoolbreak Special - pt. Babies Having Babies (1986).

## Życiorys
Urodziła się w nowojorskim Queens w rodzinie pochodzenia irlandzkiego. Kiedy miała rok wraz z rodziną przeprowadziła się do Hauppauge na Long Island, gdzie ukończyła Hauppauge-High-School. Była młodszym ratownikiem.
W wieku jedenastu lat rozpoczęła karierę jako modelka i pojawiała się w reklamach telewizyjnych i prasowych. Jako 15-lata została obsadzona w roli początkującej tancerki Jody Travis w operze mydlanej ABC The Edge of Night (1980-1984). Powszechnie stała się znana jako Rebecca Donaldson „Becky” Katsopolis w sitcomie ABC Pełna chata (1988–1995).
Trafiła na okładki magazynów takich jak „The Lovebook” (w marcu 1985), „TV Guide” (w marcu 1992) i „People” (w kwietniu 2019).

## Życie prywatne
Od stycznia 1981 do października 1982 była związana z Christopherem Atkinsem. Spotykała się też z C. Thomasem Howellem (1985) W latach 1989–1996 była żoną biznesmena Michaela Burnsa. 27 listopada 1997 wyszła za mąż za projektanta mody Mossima Giannulliego. Mają dwie córki: Isabellę Rose (ur. 16 września 1998) i Olivię Jade (ur. 28 września 1999).

## Wybrana filmografia
- The Edge of Night (1980-1983)
- Nowi (The New Kids, 1983)
- Tajemniczy wielbiciel (Secret Admirer, 1985)
- Bractwo sprawiedliwych (Brotherhood of Justice, 1986)
- Back to the Beach (1987)
- Ubiegłej nocy (The Night Before, 1988)
- Pełna chata (Full House, 1988-1995)
- Szokujące wyznanie (Doing Time on Maple Drive 1992)
- W blasku chwały (In the Line of Duty: Blaze of Glory, 1997)
- Kacper II: Początek Straszenia (Casper: A Spirited Beginning, 1997)
- Ptaki Nocy (Birds of Prey, 2002)
- Summerland (2004-2005)
- 90210 (2008-2009)
- Poznaj moją mamę (Meet My Mom, 2010)
- Pełniejsza chata (Fuller house, 2016-2019)
- Gwiazdka w domu (2018)